# エル＝ラ＝ヴィル
エル＝ラ＝ヴィル（フランス語: Aire-la-Ville）はスイス連邦、ジュネーヴ州の西部に位置する基礎自治体（コミューン）。ジュネーヴ州のベルネ、カルティニー、ローヌ川をはさんでサティニー、リュッサンのコミューンに囲まれている。
ジュネーヴ州の大規模な焼却炉がある。

## データ
- 面積: 2.84km²
- 人口: 1095人（2008年1月）